# 韓国映画
韓国映画（かんこくえいが）は、韓国国籍を持つ者または韓国の法人によって製作された映画で、ほとんどの場合、韓国人の映画スタッフと俳優で構成され、主に韓国国内の映画館などで公開される映画を指す。

## 歴史
日本統治時代の映画については日本映画#朝鮮を参照のこと。

### 1940年代・解放期

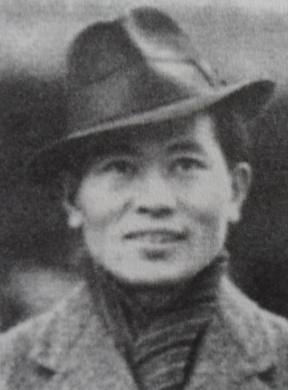
崔寅奎(チェ・インギュ)

解放直後の朝鮮映画界は内容・技術面共に発声映画の初期に劣る水準にまで後退することとなり、劇映画の製作自体が難しい状態であり、この時期に活躍していたのは植民地時代から活動していた監督ばかりであった。しかし植民地統治からの解放の喜びから、新しい祖国建設への期待や安重根等の民族の英雄が主題となる「光復映画」と呼ばれる作品が数多く生み出された。その端緒となったのは、戦時中に今井正監督の内鮮一体のプロパガンダ映画『望楼の決死隊』等の撮影に協力していた崔寅奎(チェ・インギュ)監督の『自由万歳』（1946年）であった。『自由万歳』はアメリカ軍政の広報部からカメラを借りて撮影された。また、1948年に北朝鮮との対立が深まると反共映画も作られるようになった。

### 1950年代・朝鮮戦争と復興
1950年から1953年までの朝鮮戦争期は韓国映画史上でも最も劣悪な製作環境であった。映画製作や映画興行の中心地は戦場となったソウルから避難地となった釜山・馬山・鎮海・大邱などの地方へ移行した。避難地の映画館ではスクリーンの99%を外国映画が占めており、戦時下の国産映画の撮影は米軍主導の記録映画とニュース映画が中心であったが、それ以外にも17本の劇映画が製作され韓国映画は何とか命脈を保ち、朝鮮戦争期を通じて育成された人材は戦後の韓国映画の成長の礎となった。
1954年に朝鮮戦争が休戦すると、ソウル市の忠武路周辺に多くの映画会社や映画館が集まるようになり「忠武路」は韓国映画界の代名詞となった。朝鮮戦争が休戦を迎えた1954年の韓国映画の年間製作本数は18本にすぎなかったが、1959年には111本にまで増加するほど韓国の映画産業は着実に成長していった。1955年に韓国映画界復興の起爆剤となったのが、戦前既に3度映画化され韓国人ならば知らない人のいない李朝時代の古典小説を原作とする『春香伝』である。それまで韓国映画は製作費の回収ですら難しい状態であったが、『春香伝』のヒットにより大きな収益を上げられることが証明された。『春香伝』のヒットは時代劇・史劇映画の全盛期をもたらし、1956年に製作された韓国映画30本のうち、16本が時代劇・史劇映画であったが、すぐに現代劇のメロドラマ、喜劇、スリラー、戦争映画など作品のジャンルは多様化していった。
当時の韓国映画はまだハリウッドのスタジオ製作システムのように企業化されておらず、74本の映画が製作された1958年には72の映画会社が存在し「1社1作」と呼ばれるほど群小製作会社が乱立する手工業的製作システムが主流であった。映画を1本作っただけで倒産する映画会社もあり、映画製作の基盤は依然不安定なままであった。

### 1960年代・黄金時代

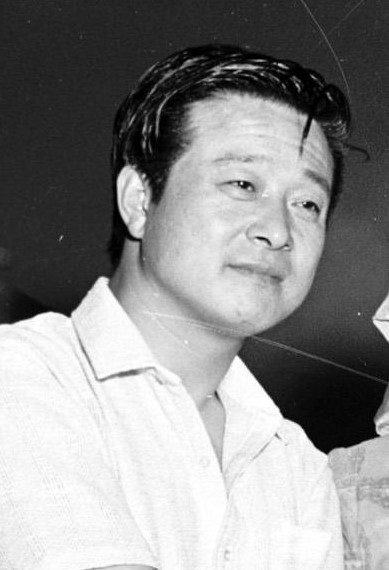
申相玉(シン・サンオク)

1960年代は韓国映画の黄金時代と称される時期であった。1960年に四月革命が起きると、韓国史上初の民間審議機関である映画倫理委員会が結成された。民間の映倫による規制は李承晩政権による検閲に比べると大幅に映画の内容の自由度を許すものであり、韓国社会の負の側面を描くことも可能となった。しかし1961年の軍事クーデター以降は民間の映倫が廃止され、当局による映画への目も厳しくなり、作風の自由度は狭まり韓国映画は芸術的には停滞していくこととなる。韓国映画史上に残る傑作として今なお評価される作品も四月革命直後の1960～1961年の2年の間に生まれている。現代においてもカルト的人気を誇り、韓国映画界の怪物の二つ名を持つ金綺泳(キム・ギヨン)監督のスリラー映画『下女』(1960年)、朝鮮戦争後の荒廃した韓国社会を容赦ないリアリズムで描いた作品として評価が高い兪賢穆(ユ・ヒョンモク)監督の『誤発弾』(1961年)（軍事クーデター後は上映が禁止された）、のちに北朝鮮に拉致され『プルガサリ 伝説の大怪獣』を監督することになる申相玉(シン・サンオク)の代表作『離れの客とお母さん』(1961年)の三本が有名である。また、カン・テジン監督『荷馬車』(1961年)は、第11回ベルリン国際映画祭で審査員特別賞(特別銀熊賞)を獲得し、韓国映画初の国際映画祭での受賞となった。
軍事クーデターで朴正煕政権が成立した1961年に群小の映画会社72社は16社に統合された。1962年には最初の映画法が制定・公布され、国策による映画産業の企業化政策が始まった。1969年に18社となるまで絶え間なく映画会社の登録と取消が繰り返された。しかし映画法によって登録された映画会社の監督・俳優・技術者の名前はほとんど虚偽で、実際に映画を作成していたのは登録された製作会社の名義だけを借りた中小の独立プロダクションであった。軍事クーデター後の社会派作品を淘汰する検閲の強化は、その一方で数多くの娯楽作品を生み出すことにも繋がり、観客数は1961年には5800万人だったのが1969年には1億7300万人と約3倍にも増加した。映画製作本数も10年間で1500本を超えるほど作品が大量生産され、その内容は文芸映画にスリラーやアクション、コメディや時代劇、SFや怪奇ものなど実に多様なジャンルを網羅していた。しかしその作品内容を見ると、日本の映画雑誌に掲載された脚本からの剽窃やお涙頂戴のメロドラマが目立つ等、軍事クーデター後は質の面では必ずしも黄金時代とは言えなかった。60年代の時点でも観客は韓国映画より外国映画の方を多く見ており、このことは70年代の韓国映画の不振にも繋がっていく。

### 1970年代・衰退期
1970年代の韓国映画は政治的・経済的両側面から苦境に陥った。1972年に朴正煕は維新体制と呼ばれる独裁体制を築き上げた。政府は1973年に表向きは韓国映画産業の支援と振興のために韓国映画振興公社を設立したが、その主な目的は映画産業の統制であった。「政策映画」と呼ばれる政府の理念を宣伝する映画の製作を推奨する一方、映画検閲を強化し、現実のリアルな側面を描いたり、政府に対する批判的な内容の作品は許可されなかった。そこへテレビの普及が伴い、韓国映画界は不況に陥り産業としても沈滞・衰退期に突入していった。1974年には観客数は再び1億人を割り、製作本数は1971年は202本だったのが1972年は122本と半減近くとなった。政府は韓国映画を3本作れば外国映画1本の輸入を許可するという施策で対処しようとしたが、これが外国映画を輸入するために稚拙で安っぽい映画が量産されるという本末転倒な現象を産んだ。低俗映画が量産されて観客も遠ざかり、韓国映画と外国映画の1979年の一本当たり平均観客数を比較してみると、韓国映画は約6万人に対し外国映画は13万人超えと倍以上の差があった。
1970年代には香港映画の亜流である「拳撃(カンフー)」映画が香港や東南アジアへの輸出もでき（日本へは全く輸出されなかった）、外国映画輸入のための製作本数稼ぎとして製作者に好まれた。また、当時の韓国は日本のように映画のスタッフが撮影所でテレビ映画を撮ることはなく、テレビドラマは全てテレビ局のスタッフが局のスタジオ等で撮影していた。

### 1980年代・低迷と模索

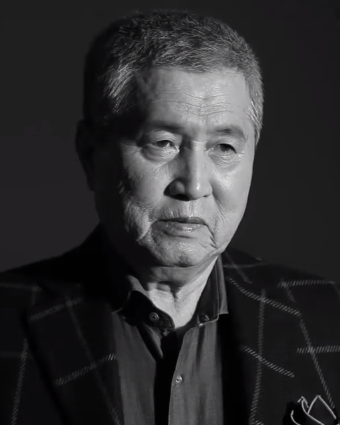
林權澤(イム・グォンテク)

1979年に朴正煕大統領が暗殺され紆余曲折を経て1980年に全斗煥政権が誕生すると、政府は国民の目を政治から逸らすためにセックス・スクリーン・スポーツを利用する3S政策を遂行し、70年代とは異なる社会・経済・文化における開放的な政策が取られた。映画検閲は大幅に緩和され、1970年代に作られた政策映画はほとんど鳴りをひそめ、性的描写の多いエロティシズム映画が氾濫するようになった。植民地時代の名残から韓国では自国の映画を長らく日本と同じように「邦画」と呼称していたが、1980年代のそれは外国映画と比べた際の質の低さに対する自嘲的な意味合いがこもっていた。
しかしその一方で1980年代は韓国映画が国際的に注目され始めた時期でもあった。1960年代にデビューしたベテラン監督イム・グォンテクはそれまで商業路線のジャンル映画や政府のプロパガンダ映画を製作していたが、この時期から作家性を意識した作品を作り始め、1986年の監督作『シバジ』は第44回ヴェネツィア国際映画祭に出品され、主演女優カン・スヨンは女優賞を受賞した。1980年代後半には中国の第五世代映画や台湾ニューシネマのような若い映画作家を中心として作家性の強い芸術映画が作られる潮流が生まれ、コリアン・ニューウェーブと称された。
1984年には映画振興公社傘下の映画専門教育機関として韓国映画アカデミーが設立。韓国映画アカデミーは既存の徒弟システムから現代的な製作環境に変貌させる上で重要な役割を果たし、卒業生は90年代以降の韓国映画の中核をなす存在となっていく。

### 1990年代・ルネサンス
1990年代はサムスンをはじめとする大企業資本が映画産業へ参入を始めたことにより韓国映画に大きな変化が訪れた。伝統的な韓国の映画産業では監督の企画を製作者が許諾する構造で映画が生産されたのに対し、1990年代以降は製作者の企画に投資者を引き入れた後に監督を決める方式で作品が生産されるようになり、こうした製作者主導の映画は「企画映画」と呼ばれている。さらに大企業の映画購買担当者が若い観客の好みを理解できる若い映画企画者を好んだことで韓国映画は世代交代が急速に進んだ。映画会社は江南地域へ移動し、忠武路を中心とする伝統的な映画産業は縮小してゆき、ベテラン監督で中堅監督の立ち位置を維持できたのはほとんど唯一人、イム・グォンテクのみであった。
1992年にサムスンがビデオ版権の購入という形で投資したキム・ウィソク監督の長編デビュー作『結婚物語』は新しい韓国映画の潮流を示す作品であった。その内容は80年代の陰鬱で暗いエロティシズム映画とは異なる、久々に登場した洗練されたロマンティックコメディであり、一時は大衆から離れていた韓国映画が再び大衆性を取り戻す足がかりとなった。1993年10月にはイム・グォンテク監督『風の丘を越えて/西便制』が封切られ、ソウルの封切館1館のみで196日間上映され104万人を動員し、韓国映画で初めて100万人を動員した作品となった。1990年代後半から韓国映画の観客動員数は飛躍的に上昇していき、1996年には23.1%だった韓国映画の市場占有率は2001年には50%を超えることとなる。この急激な成長に最も決定的な影響を与えたのは1999年のカン・ジェギュ監督『シュリ』の興行的成功である。『シュリ』は『風の丘を越えて/西便制』の韓国映画最高興行記録を公開からわずか21日で破り、全国で620万人の観客を動員した。『シュリ』は日本でも130万人を動員し、韓国映画の海外輸出の口火を切ることになった。韓国映画界では『シュリ』を皮切りに「韓国型ブロックバスター」と呼ばれるハリウッドのブロックバスター映画を意識した作品が立て続けに製作されるようになる。
1996年には釜山国際映画祭が誕生し、韓国における本格的な国際映画祭の幕が開かれた。1999年には官主導の映画振興公社が民間主導の映画振興委員会に生まれ変わった。1990年代は現代の韓国映画の繁栄の礎となる制度が完成し、新しい作家も多く登場した時期であり、韓国映画のルネサンスと呼ばれる。

### 2000年代・韓国映画産業の躍進

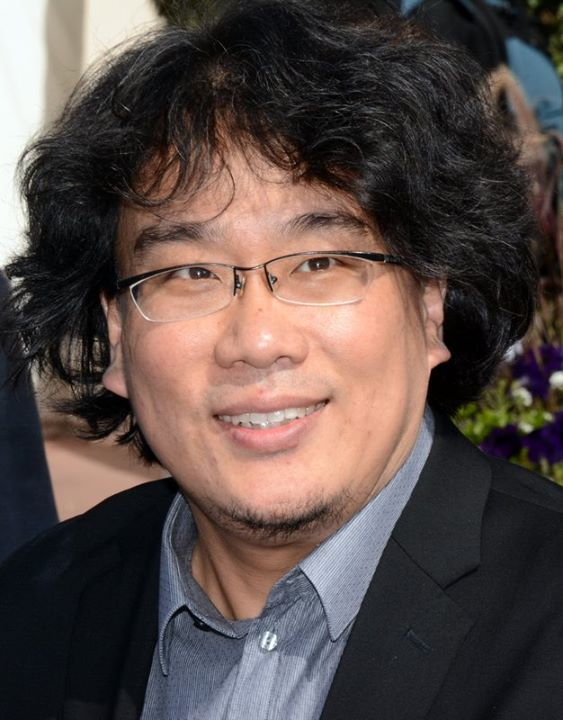
奉俊昊(ポン・ジュノ)

1999年の『シュリ』を皮切りに韓国映画は興行新記録ラッシュが続くこととなった。2000年のパク・チャヌク監督『JSA』は『シュリ』には及ばなかったものの韓国内で583万人を動員し、2001年の『友へ チング』は観客動員数818万人を超え再び記録を塗り変えた。2003年にはポン・ジュノ監督『殺人の追憶』やパク・チャヌク監督『オールド・ボーイ』のような興行と作家主義を両立させた映画が誕生し、韓国映画のブランドイメージを確立させた。そして2003年の『シルミド』と2004年の『ブラザーフッド』が観客動員数1000万人を達成し、韓国映画史において不可能とされていた1000万人の観客動員時代が幕を開けた。これにはCJ CGV、メガボックス、ロッテシネマなどのシネマコンプレックスの普及が大きく貢献した。1996年には韓国全土で511だったスクリーン数は2006年には1880まで増加した。2006年の観客動員数は1億5341万人となり、1968年と1969年の年間観客数1億7千万人に続く3位を記録した。この時期は韓国映画の海外市場も活性し、1996年の輸出額は約40万ドルに過ぎなかったが、10年後の2005年には実に190倍の約7600万ドルに増加した。2004年に中国や日本で韓流ブームが盛り上がると、韓国映画の海外輸出額は前年比で88%増となった。
2000年代は海外の主要国際映画祭での成果も目立つようになった。2000年にはイム・グォンテク監督『春香伝』が韓国映画史上初めてカンヌ国際映画祭のコンペティション部門に出品され、2002年には同じくイム・グォンテク監督が『酔画仙』でカンヌ国際映画祭監督賞を受賞した。また、イ・チャンドン監督とムン・ソリがそれぞれ『オアシス』でヴェネツィア国際映画祭の監督賞と新人俳優賞を、2004年にはパク・チャヌク監督『オールド・ボーイ』がカンヌ国際映画祭審査員特別グランプリを受賞した。同年、キム・ギドク監督は『サマリア』でベルリン国際映画祭の監督賞、『うつせみ』でヴェネツィア国際映画祭の監督賞を連続受賞した。
韓国映画産業は2000年代中盤までは前例を見ないほどの好況を記録していたが、2007年から2008年にかけて再び韓国映画の市場占有率は50%以下に低下することになる。2007年には韓国映画のスクリーンクォータが縮小したことも重なり、韓国映画の危機が訴えられた。2000年代終盤の韓国映画は産業としては一時停滞していたが、ナ・ホンジン監督『チェイサー』(2008)を端緒とするスリラー映画ブーム、ヤン・イクチュン監督『息もできない』(2008)のような独立プロダクション作品、低予算ドキュメンタリーとしては異例の300万人近い動員を記録した『牛の鈴音』(2009)等、大作路線以外の韓国映画が注目された時期でもあった。しかしながら、結局は2000年代後半に韓国映画の製作はCJ ENMなど大企業が母体となる投資配給会社を中心に再編されていった。企画と製作が投資配給会社主導となったことで、2010年代の韓国映画界は夏休みや冬休み、正月のような書入れ時に高予算かつ大規模公開される大作を興行の中核とする戦略が主流になっていく。

### 2010年代・1000万人観客時代
2000年代終盤に韓国映画産業は一時不調に陥ったかに見えたが、2011年には再び市場占有率50%以上を取り戻し、2013年に韓国の映画観客数は初めて2億人を突破した。その後、2018年まで2億1000万人台で推移した。観客の増加に伴い、観客動員数1000万人超えの韓国映画も10年間で14本も生まれた。2014年公開の文禄・慶長の役を舞台に李舜臣を主人公とした大作『バトル・オーシャン 海上決戦』は全人口の1/3以上に当たる観客数を集め、韓国の歴代最高の興行収入となった。軍事政権下の1981年に起こった冤罪事件をモチーフとした『弁護人』(2013年)、1950年代から1980年代にかけての韓国史を背景とするヒューマンドラマ『国際市場で逢いましょう』(2014年)、光州事件を描く『タクシー運転手 約束は海を越えて』(2017年)、1987年の民主化闘争を描く群像劇『1987、ある闘いの真実』(2017年)といった韓国の近現代史を描く作品が盛んに製作され、興行面でも成功を収めた。また、ゾンビ映画『新感染 ファイナル・エクスプレス』(2016年)や、コミックを原作としCGを活用した場面も多い『神と共に 第一章:罪と罰』『神と共に 第二章:因と縁』の二部作(2017・2018年)等、これまで韓国映画では製作されることのなかったジャンルの作品も登場した。
2000年代から活躍する監督の作品も好調であり、2013年にはパク・チャヌク監督の『イノセント・ガーデン』、キム・ジウン監督の『ラストスタンド』、ポン・ジュノ監督の『スノーピアサー』と、韓国人監督のハリウッド進出も実現した。
そして2019年、ポン・ジュノ監督の『パラサイト 半地下の家族』は韓国映画として初めてカンヌ国際映画祭で権威あるパルムドールを受賞し、 第92回アカデミー賞では、韓国映画として初めてアカデミー賞にノミネートされ、作品賞、監督賞、国際長編映画賞、オリジナル脚本賞を受賞し、アジアだけで製作された映画として初めてアカデミー賞作品賞にノミネートされ、英語以外の映画として初めてアカデミー賞作品賞を受賞する歴史的快挙を成し遂げた。
2010年代の韓国映画界は輝かしいニュースが続いたが、すべての映画人がその恩恵を受けたわけではなかった。2000年代の韓国映画産業は多様なジャンルの中間規模の作品が生み出されたことにより産業全体が健全に成長していたが、2010年代はシネマコンプレックスの浸透と1000万人観客映画という大企業資本の力に牽引された部分が大きい。大企業による映画界の独占・寡占により韓国映画の製作・投資において中間クラスの企画が消え、大作と低予算映画の両極化が進み、芸術映画・インディペンデント映画・ドキュメンタリー映画など、多様な形態の映画が注目される機会が減少した。また、世界三大映画祭すべてで受賞歴を持ち韓国の芸術映画の代表格であったキム・ギドク監督は2018年に性的暴行疑惑で韓国映画界を事実上追放状態となった。

### 2020年代・コロナ禍の危機
アジア映画史上初のアカデミー作品賞受賞という歴史的快挙を成し遂げ、更なる快進撃が続くかに見えた韓国映画界は、新型コロナウイルス感染症の流行により突如として危機的な状況に陥ることになった。観客動員1000万人時代は裏を返せば映画産業が大作映画に依存する脆さを抱えていることを意味していた。作品の製作費が高騰していく中、肝心の大作映画の公開が延期・中止され、作品と人材がNetflixをはじめとする配信サービスへ流れることも多くなり、観客の足も劇場から遠のいていった。
韓国映画産業の市場規模は2年連続で減少し、2011年以来10年連続で韓国映画は観客シェアで外国映画を上回っていたが、2022年には韓国映画のシェアは30%まで落ち込み、11年ぶりにシェアが50%を割ることになった。コロナ禍による韓国映画の輸出減少も本格化し、映画完成作の輸出とサービス輸出の金額を合わせた輸出総額は、前年比41.8%減の4863万ドルだった。映画産業が衰退する一方で、オンライン動画サービス（OTT）映画部門とウェブハードの売上を合わせたインターネットVOD市場の売上高は167億ウォン（約16億900万円）で35.4%増加した。新型コロナウイルス感染拡大前の映画館での鑑賞回数は1人あたり年平均4.3回だったが、2023年は2.4回にまで落ち込み、45％も減少となり、コロナ禍前は1兆9140億ウォン(約2140億円)だった売り上げも、23年は1兆2614億ウォン(約1410億円)で、好調だったときと比べると65.9％の水準になっている。コロナ禍前の2019年には、韓国の映画市場は北米、中国、日本に次ぐ世界4位であったが、コロナ禍以降年間興収は世界4位から7位にまで転落した。映画館のチケット代も値上がりし、映画1本で1万5000ウォンになった。配信サービスの場合、月額1万ウォン程度であり、懐事情が厳しい20〜30代の若い層は映画館に行く機会が減ってしまった。2023年は劇場公開された大作映画の多くが損益分岐点を満たさない状態であった。
それでも2022年にはパク・チャヌク監督『別れる決心』が第75回カンヌ国際映画祭にて監督賞を受賞、2023年は『犯罪都市 NO WAY OUT』と『ソウルの春』で再び観客動員数1000万人を超える作品が年に2本出るようになり、2024年には『破墓/パミョ』がアジア圏を含めて大ヒットする等、復調の傾向も見られ始めている。

## 映画祭
アジアでも有数の規模である釜山国際映画祭は、国内の映画振興にも大きな影響を及ぼしている。そのほか、全州国際映画祭、富川国際ファンタスティック映画祭など韓国国内各地で中小規模の映画祭が開かれている。
世界三大映画祭での主な受賞歴は以下。
- 第44回ヴェネツィア国際映画祭（1987年）で『シバジ』のカン・スヨンが女優賞
- 第55回カンヌ国際映画祭（2002年）でイム・グォンテク監督『酔画仙』が監督賞
- 第59回ヴェネツィア国際映画祭（2002年）でイ・チャンドン監督『オアシス』 が銀獅子賞（監督賞）
- 第61回ヴェネツィア国際映画祭（2004年）でキム・ギドク監督『うつせみ』 が銀獅子賞（監督賞）、第54回ベルリン国際映画祭（2004年）で同監督の『サマリア』が銀熊賞（監督賞）
- 第57回カンヌ国際映画祭（2004年）でパク・チャヌク監督『オールド・ボーイ』が審査員特別グランプリ
- 第57回ベルリン国際映画祭（2007年）でパク・チャヌク監督『サイボーグでも大丈夫』がアルフレッド・バウアー賞
- 第60回カンヌ国際映画祭（2007年）で『シークレット・サンシャイン』のチョン・ドヨンが女優賞
- 第62回カンヌ国際映画祭（2009年）でパク・チャヌク監督『渇き』が審査員賞
- 第63回カンヌ国際映画祭（2010年）で『ポエトリー アグネスの詩』の脚本イ・チャンドン（兼 監督）が脚本賞
- 第61回ベルリン国際映画祭（2011年）でパク・チャヌクならびにパク・チャンギョン監督の『ナイト・フィッシング（朝鮮語版）』が短編部門金熊賞（作品賞）
- 第69回ヴェネツィア国際映画祭（2012年）でキム・ギドク監督『嘆きのピエタ』 が金獅子賞（最高賞）
- 第69回カンヌ国際映画祭（2016年）で『お嬢さん』のプロダクションデザイナー（美術監督）リュ・ソンヒがバルカン賞（芸術貢献賞）
- 第67回ベルリン国際映画祭（2017年）で『夜の浜辺でひとり』のキム・ミニが銀熊賞（女優賞）
- 第71回カンヌ国際映画祭（2018年）で『バーニング 劇場版』の美術監督シン・ジョンヒがバルカン賞
- 第69回ベルリン国際映画祭（2019年）でキム・ボラ監督『はちどり』がジェネレーション14プラス部門インターナショナル審査員賞グランプリ
- 第72回カンヌ国際映画祭（2019年）でポン・ジュノ監督『パラサイト 半地下の家族』がパルム・ドール（最高賞）、美術監督のイ・ハジュンがバルカン賞
- 第75回カンヌ国際映画祭（2022年）でパク・チャヌク監督『別れる決心』が監督賞

## 映画賞
以下4賞が代表的な映画賞といわれ、授賞式は主催または後援するテレビ局で生中継される。（カッコ内は授賞式の開催月）
- 百想芸術大賞[15]（4月） - 主催：日刊スポーツ、中央エンタテインメント&スポーツ 後援：文化観光部、中央日報社、中央SUNDAY、百想財団
- 大鐘賞[16]（7月） - 主催：韓国映画人協会、SBS、中央日報社 主管：SBSプロダクション　後援：文化観光部、韓国映画振興委員会、韓国芸術団体総連合会、韓国映像資料院、韓国映画製作家協会、全国劇場連合会、ロッテシネマ、日刊スポーツ
- 大韓民国映画大賞[17]（11月）- 主催：文化放送 後援：文化観光部、韓国映画振興委員会
- 青龍映画賞（12月） - 主催：スポーツ朝鮮 後援：朝鮮日報社、韓国放送公社

## 政府と映画の関係
韓国の映画政策は大きく分けて、1986年までの統制期、1987〜1997年の間の自由放任期、1998年以降の振興期へと変化している。

### 統制期
朝鮮戦争休戦直後の韓国映画は急激に上映本数が増加した外国映画の勢いに負け、上映はおろか封切り館を見つけることすらできない状態であった。この状況を改善するために李承晩政権は1954年に国産映画に対し入場税免税措置を与え、1959年には国産映画製作奨励および映画娯楽純化のための報償措置を制定した。優秀映画を製作したり輸入した者に対して外国映画の輸入権を与えることでその活動を報償するというものである。
李承晩政権が四月革命により倒れた後、1961年の軍事クーデターによって成立した朴正煕政権により1962年に最初の映画法が制定・公布された。映画法公布以降は登録会社のみが映画を製作することが許され、映画の内容に対する当局の検閲・規制も強まった。映画法は1963年に第一次改正、1966年に第二次改正、1970年に第三次改正が成された。
1963年の第一次改正は韓国映画の安定した製作基盤を築くことを目的とし、「35mm以上の撮影機・照明機・建坪200坪以上のスタジオ・録音機・専属の映画監督、俳優、および技術者」を具備しなければ映画会社として登録できず、年間15本の製作義務を実施できない場合は登録を取り消すというものであった。また、国産映画市場を保護するために、国産映画の製作業者だけが外国映画を輸入できるよう制限する外国映画輸入クォータ(割当て)制度も制定された。当時は国産映画を支援するだけの財源がなかったため、外国映画で得た利益を国産映画の製作に回すことを意図していた。1965年には「優秀映画補償制度」が設置され、これに選ばれた会社には外国映画の輸入クォータを割り当てるという特典を用意した。しかし外国映画輸入の権利を特権として与える制度は、国産映画保護の目的とは裏腹に外国映画の希少価値を高め映画産業を外国映画中心のものへと変えてしまい、外国映画クォータを闇取引することで利益を得る者すら現れる始末であった。
1966年の第二次改正では第一次改正における年間15本という製作義務を満たせる企業が少なく登録取消が相次いだため、義務製作本数が年間2本に緩和された。その一方で第二次改正からは映画に対する検閲の項目が設けられ、映画の表現の自由は大きく制限されるようになった。
1970年の第三次改正では、映画振興組合の設立が盛り込まれ、外国映画輸入クォータ制を公営化した。
1972年に朴正煕が維新体制を成立させ国民の基本的人権に対する弾圧が強まる中、1973年の映画法の第四次改正において映画会社の「登録制」は「許可制」に変更となり、個人プロダクションによる製作は禁止された。その結果として韓国映画界は少数の映画会社の寡占状態に陥った。

### 自由放任期
1979年に朴正煕大統領が暗殺され全斗煥政権に変わると、それまでの国産映画の保護と統制に重点を置かれていた映画法の方針は自由化と開放化へ向かうようになる。1984年の映画法の第五次改正により再び許可制は登録制に戻り、独立プロダクションの活動も書類を提出さえすれば誰でも可能となった。
国産映画製作の自由化と共に外国映画の輸入も自由化され、1986年の映画法第六次改正により韓国での外国の映画会社の営業を禁止した条項が修正され、外国映画の直接配給が解禁された。映画法は自国の映画を保護するため、厳格なスクリーンクォータ制を規定し、年間上映日数の5分の3は外国映画、5分の2を国産映画に割り当てることとなった。しかし外国映画の直接配給解禁の影響は大きく、1980年代初めに約40%だった韓国映画の市場占有率は1993年には15.9%にまで落ち込んだ。

### 振興期
ハリウッド映画の影響力の拡大に対抗するために1995年12月には映画法に代わり映画振興法が作られたが、1999年2月に第二次映画振興法の改正が行われるまで映画法との明確な違いはなかった。第二次改正により、映画界の自律権を尊重することで振興政策の効率性を高めるという意向が盛り込まれた映画振興委員会(KOFIC)が発足した。
民主化の進展に伴い映画検閲の撤廃を求める声も大きくなり、1998年に大統領となった金大中の文化政策は「支援はするが、干渉はしない」を原則とし、選挙公約として検閲撤廃を掲げていたが、軍事独裁時代の政策を維持しようとする保守的な当時の野党の妨害もあり公約実現は難航した。それでも2001年になり憲法裁判所が映画審議制度に対し違憲判決を下すと検閲が撤廃された。検閲は廃止されたが、映像物等級委員会により行われるレイティングは日本より厳しく、小学生も鑑賞できると判定される映画はファミリー映画など一部の作品に限られる。
2007年からは映画製作への公的資金援助の財源として「映画発展基金」として映画館入場料の3パーセントが税金として賦課されることとなった。
2008年から2017年まで続いた保守政権下では再び独裁時代のような映画界への統制の動きが見られた。政権の意にそぐわない文化人を列挙したブラックリストが作成され、そこにはポン・ジュノ、パク・チャヌク、イ・チャンドンといった韓国を代表する映画監督の名前も記載されていた。2013年朴槿恵政権下において韓国大統領直属の情報機関国家情報院は映画監督を直接呼び出して「愛国映画を作れば支援する」等圧力を加えた。2014年の釜山国際映画祭では、セウォル号沈没事故を描いたドキュメンタリー映画『ダイビング・ベル セウォル号の真実』に対し、釜山市が「政治的な中立性を欠く」と中止を求め、上映に踏み切った責任者を事実上更迭した。背後には政権の圧力を指摘する声もあり、映画関係者からは映画祭への抗議の声が相次いだ。

### スクリーンクォータ制度
スクリーン・クォータ制は1966年、第二次改正映画法第28条の施行令によって始まったが、外国映画の輸入が規制されていた1960〜1970年代にはほとんど有名無実の制度であった。スクリーン・クォータ制が韓国映画の生命線として重要視されるようになったのは1986年の第六次映画法改正により外国映画の輸入が自由化されてからである。映画人は1993年「スクリーン・クォータ監視団」を設置し、スクリーン・クォータ制違反の事例の申告や興行統計電算化の作業を始めた。
アメリカ合衆国からかたびたび廃止、自由化を求められていたこと、韓国政府による韓米FTA締結推進目的から、韓国政府は2006年、年間上映日数の40%を韓国映画とする保護を緩めて、半数に減らすことに決定。この決定を受けてイ・ビョンホン、チャン・ドンゴンをはじめとした韓国の俳優陣は韓国映画の保護を求めて「映画人リレー一人デモ」をしたり、座り込みをするなどをして反対運動を行なった。
抗議の声も空しくスクリーン・クォータは年間73日へと縮小されたが、2011年以降は国内での韓国映画のシェアが海外映画を上回り続けており、今では外国映画から国産映画を保護するというよりは低予算映画、芸術映画、インディーズ映画等の多様な作品を守るための制度としての意義が大きくなっている。